# Sassanidische Kunst

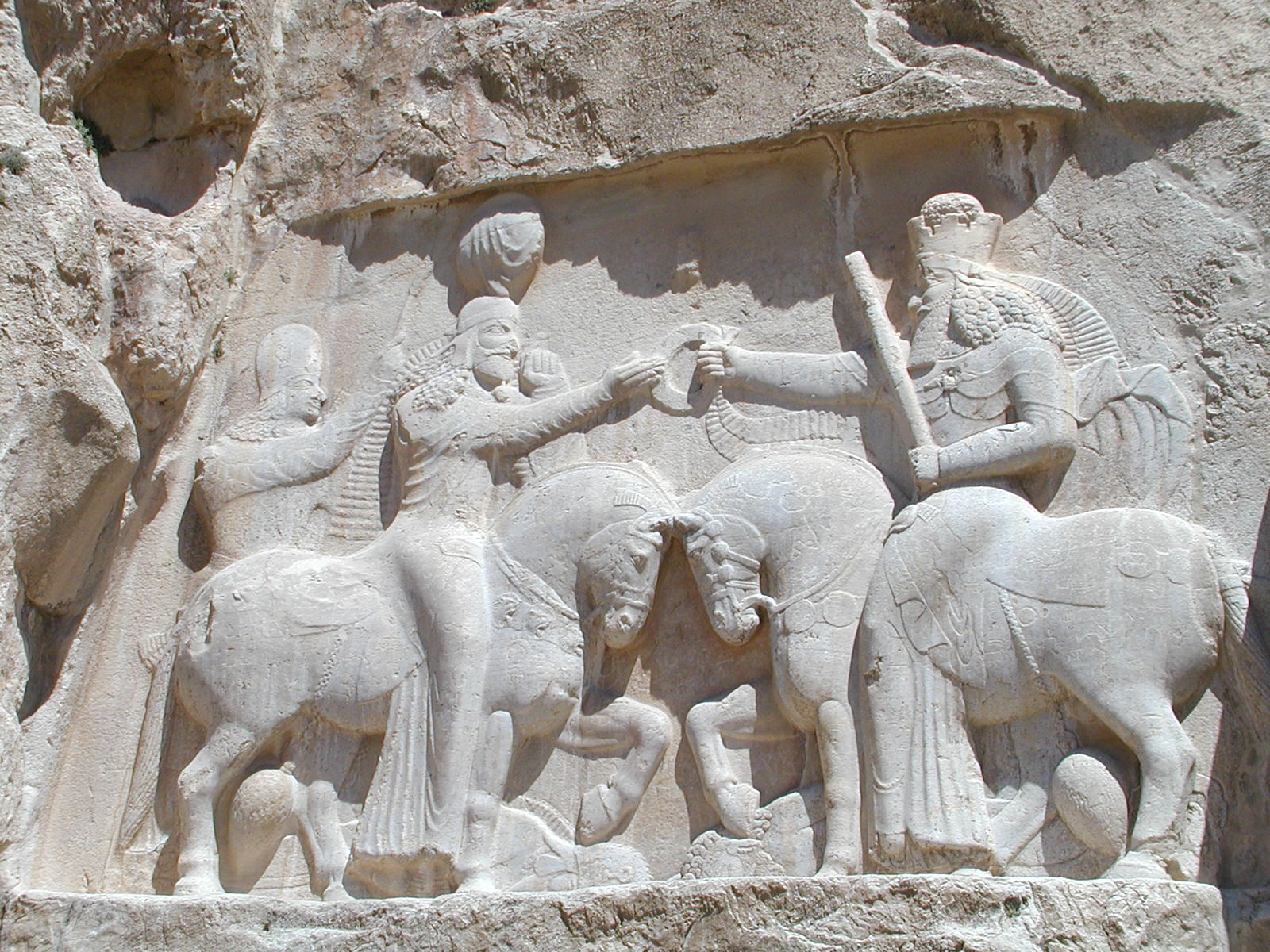
Felsrelief: Ardaschir I. empfängt den Ring der Macht von Ahuramazda

Der Begriff sassanidische Kunst oder sasanidische Kunst bezeichnet die iranische Kunst vom 3. bis zum 7. nachchristlichen Jahrhundert.
Im Jahre 226 wurde der letzte parthische König von Ardaschir I. besiegt. Das nun entstandene Sassanidenreich sollte gut vierhundert Jahre bestehen und erst infolge der Islamischen Expansion Mitte des 7. Jahrhunderts untergehen. Es begann eine neue Epoche in Iran und Mesopotamien, die in vielem versuchte, an achämenidische Traditionen anzuknüpfen. Dies gilt auch für das Kunstschaffen der neuen Herrscher. Trotzdem sind aber auch verschiedene andere (auch westliche) Einflüsse feststellbar, so auch vom Kunstschaffen der sonst eher verachteten Parther und aus dem Mittelmeerraum.

## Allgemeines
Die Kunst der Sassaniden ist vor allem durch die Architektur, das Relief und die Toreutik gekennzeichnet. Die Freiplastik verliert im Vergleich zu ihrer Stellung unter den Parthern an Bedeutung. Daneben gibt es herausragende Leistungen in der Glyptik und Malerei.
Die sassanidische Kunst ist eine ausgesprochen höfische und ritterliche Kunst. Das Bild des Herrschers dominiert auf vielen erhaltenen Werken. Jagd- und Kampfszenen erfreuten sich einer besonderen Beliebtheit. Darstellungen sind oftmals wappenartig arrangiert, was wiederum einen starken Einfluss auf das Kunstschaffen in Europa und Ostasien haben sollte. Während die vorhergehende, parthische Kunst vor allem die Vorderansicht bevorzugte, so werden in erzählenden Darstellungen der sassanidischen Kunst die Figuren wieder öfter im Profil oder in einer Dreiviertelansicht dargestellt. Frontalansichten kommen aber auch vor.

## Felsreliefs

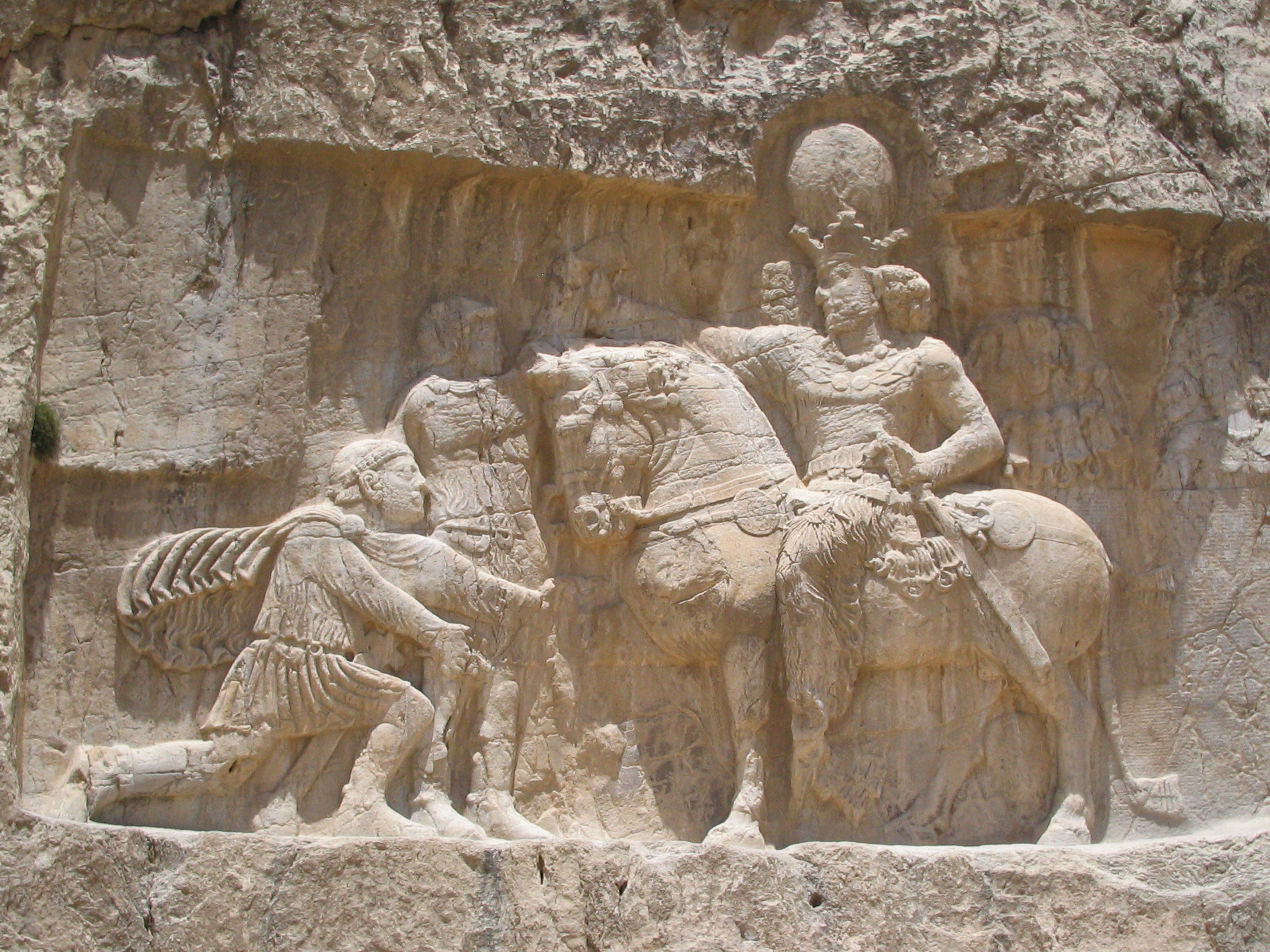
Unterwerfung des römischen Kaisers Valerian durch Schapur I.

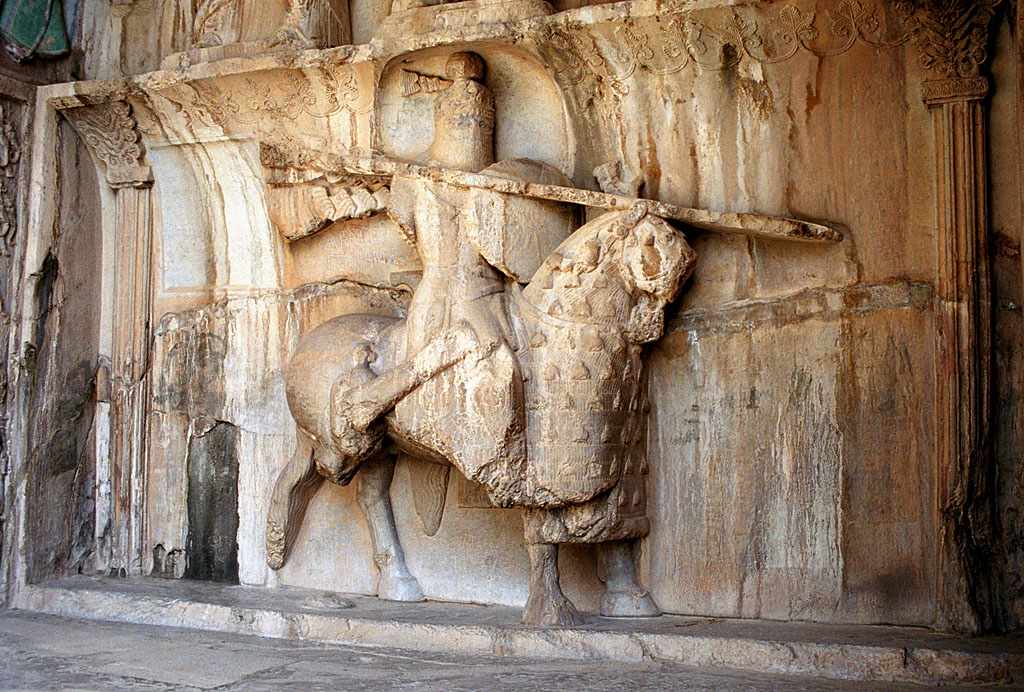
Chosrau II. als schwer bewaffneter Reiter (Taq-e Bostan)

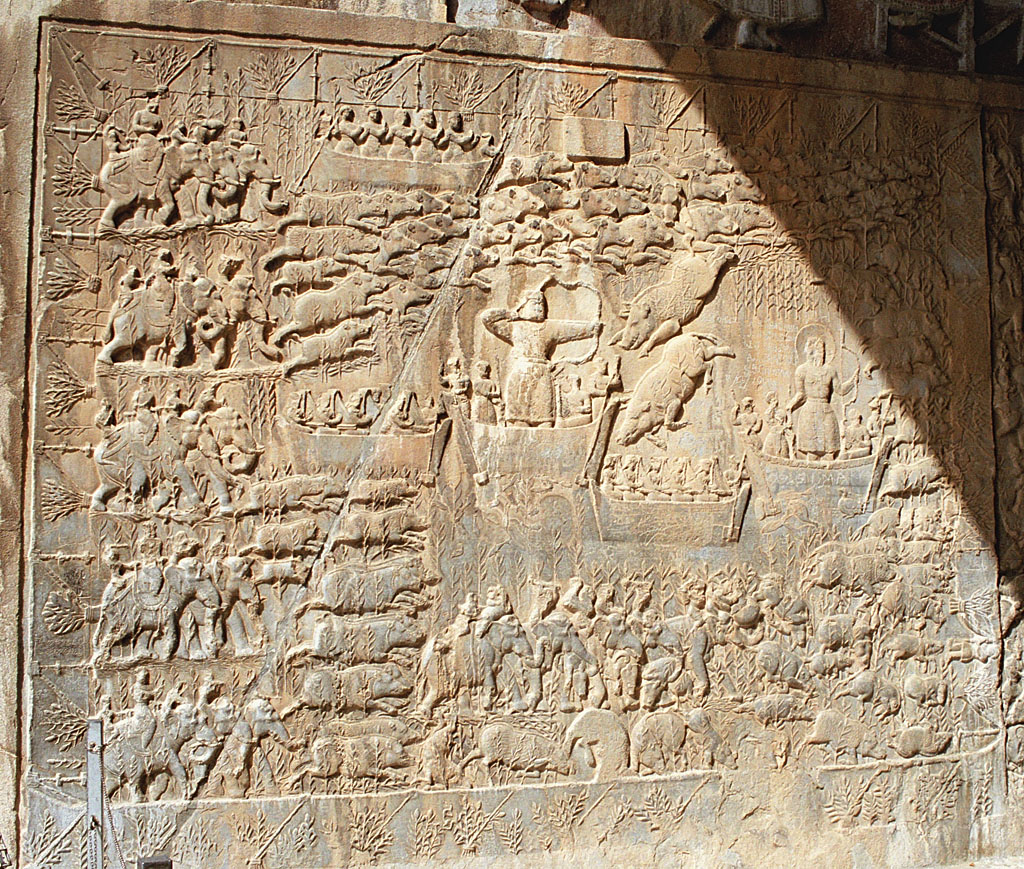
Jagdszene in Taq-e Bostan

Zu den bemerkenswertesten Leistungen sassanidischer Kunst gehören vor allem eine Reihe von monumentalen, etwa über 30 königliche Felsreliefs. Sie sind bis auf eine Ausnahme alle in der Provinz Fars zu finden. Es handelt sich um die Gegend, aus dem das Herrschergeschlecht der Sassaniden kam. Die Reliefs stammen mit wenigen Ausnahmen von Herrschern des 3. und vom Anfang des 4. Jahrhunderts. Sie feiern bestimmte bedeutende Regierungsereignisse. Die meisten sind unbeschriftet. Die Zuschreibung an einen Herrscher erfolgt in der Regel über die Kronenformen, welche sowohl in den Felsreliefs als auch auf Münzen und Silberschalen zu finden sind. Felsreliefs haben in Persien eine lange Tradition, die nun ihren Höhepunkt erreichen sollte.
Ein Relief in Naqsch-e Rostam ist unterhalb der achämenidischen Königsgräber angebracht und ist deshalb wohl als Referenz an diese und auch als Regierungsprogramm, das an die alten Zeiten anschließen sollte, zu verstehen. Ardaschir I. ist dargestellt, wie er von dem Gott Ahuramazda den Ring der Herrschaft entgegennimmt. Der Gott und der Herrscher sind streng im Profil dargestellt. Beide sind sie so gut wie gleich groß wiedergegeben, was eine Ebenbürtigkeit andeuten soll. Das Relief ist sehr kräftig modelliert, ist aber eher zurückhaltend in der Darstellung von Details. Hier ist eventuell hellenistischer Einfluss zu spüren.
Andere Reliefs, wie die von Taq-e Bostan, sind in einem in den Fels gehauenen Iwan angebracht. An der Rückwand von diesem finden sich fast vollplastische Figuren. Chosrau II. ist auf einem Pferd in einem schweren Panzer dargestellt. Die Szenen an den Seiten dieses Iwans zeigen eine königliche Jagd. Die Figur des Herrschers ist in Vorderansicht wiedergegeben, sein Gesicht dagegen in Dreiviertelansicht. Seine Figur ist übergroß und dominiert die ganze Szene, andere Figuren sind dagegen vergleichsweise klein dargestellt. Die Komposition erweckt mit der Darstellung von Landschaft und vielen Details wie dem Hof des Königs, einen eher malerischen Eindruck und war einst sicherlich auch bemalt.

## Stuckarbeiten

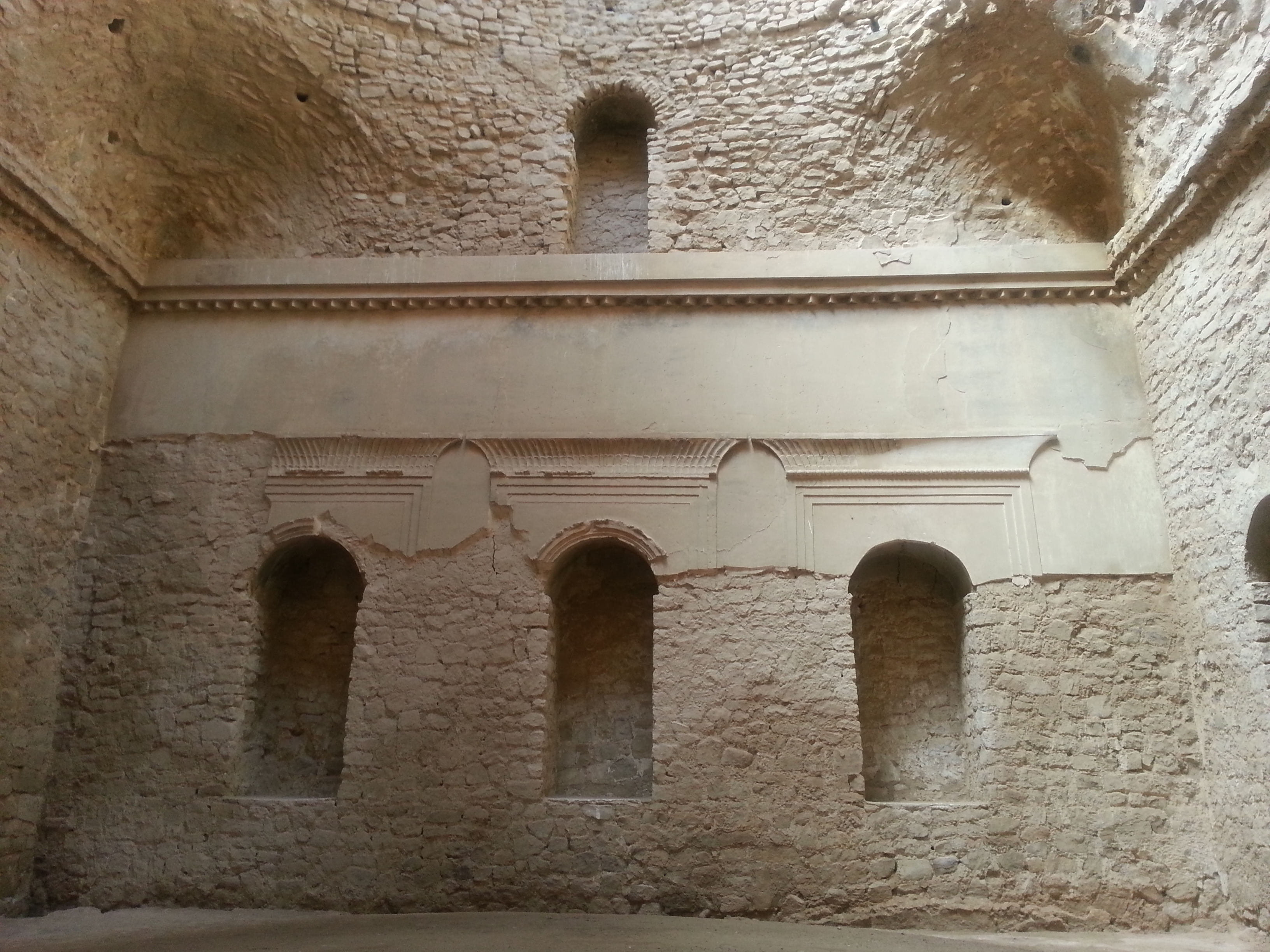
Der Palast Ardaschirs I. in Firuzabad, Iran

Neben den Felsreliefs haben Stuckaturen eine große Rolle unter den Sassaniden gespielt. Viele sassanidische Bauten sind wegen des Mangels von Stein aus Ziegel errichtet worden. Da dessen Strukturen anscheinend als unschön empfunden wurden, verkleidete man sie mit Stuck, was auch den Eindruck erweckte, dass ein Bau aus Stein errichtet sei. Bedeutende Gebäude sind deshalb mit Stuck ausgestattet gewesen, wobei jedoch wenig erhalten ist. Ausgrabungen haben gezeigt, dass vor allem Repräsentationsräume damit ausgestattet wurden, andere sind dagegen oftmals nur weiß getüncht gewesen. Hier findet man vor allem florale Muster, aber auch figürliche Darstellungen, und vor allem Tiere kommen zum Einsatz. Die Motive sind teilweise aus der griechisch-römischen Welt übernommen, auch wenn Rom und Persien während der gesamten Spätantike Rivalen waren (siehe Römisch-Persische Kriege). Aus literarischen Quellen ist bezeugt, dass römische Künstler aus dem Mittelmeerraum ins Sassanidenreich verschleppt wurden und dann dort arbeiteten. Sie sind möglicherweise für diesen Einfluss verantwortlich.

## Malerei

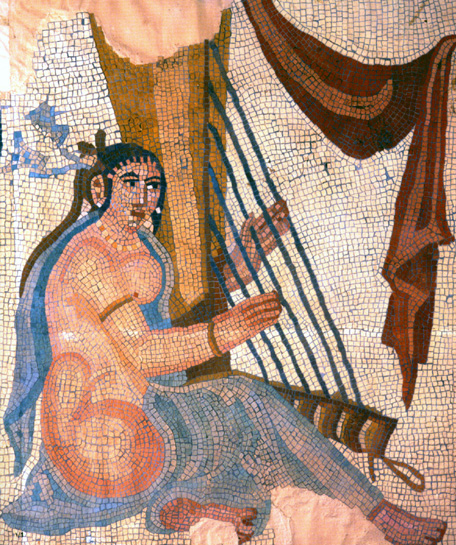
Mosaik aus Bischapur

Die Malerei, die eine bedeutende Rolle spielte, ist bisher nur schlecht belegt, was vor allem an einer ungünstigen Forschungssituation liegt. Von Mani ist bekannt, dass er eine Malereischule gründete. Bei Hādschiābād im Iran konnten ein Herrenhaus ausgegraben werden, dass noch gut erhaltenen Malereien enthielt. Die Wände waren hier mit in Frontalansicht dargestellten Büsten dekoriert.

## Mosaike
Bemerkenswert sind eine Reihe von Mosaiken aus Bischapur, die in einem klassischen Stil gehalten sind und offensichtlich von Künstlern aus dem Mittelmeerraum angefertigt wurden.

## Architektur

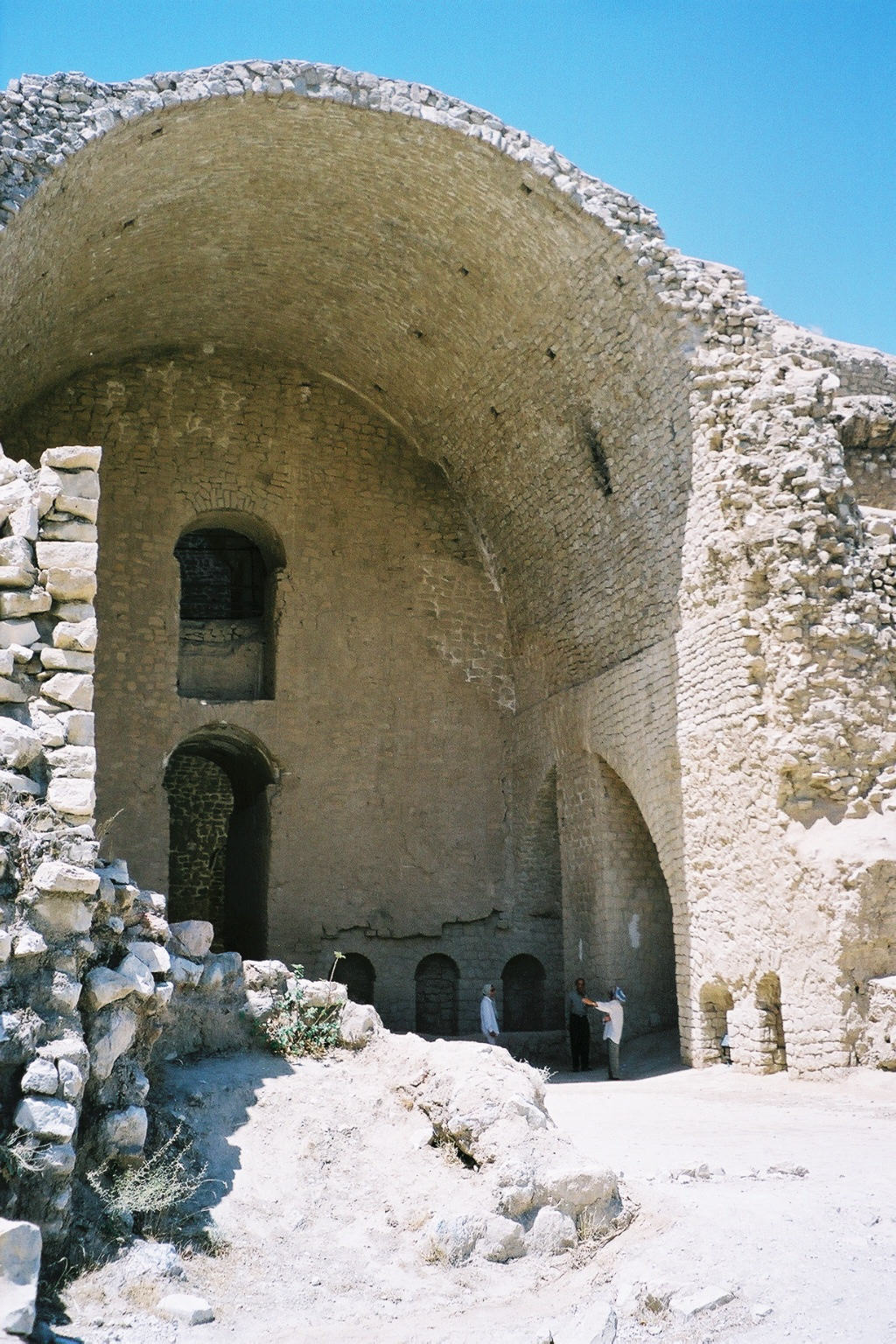
Der Iwan des Palastes von Firuzabad

### Paläste

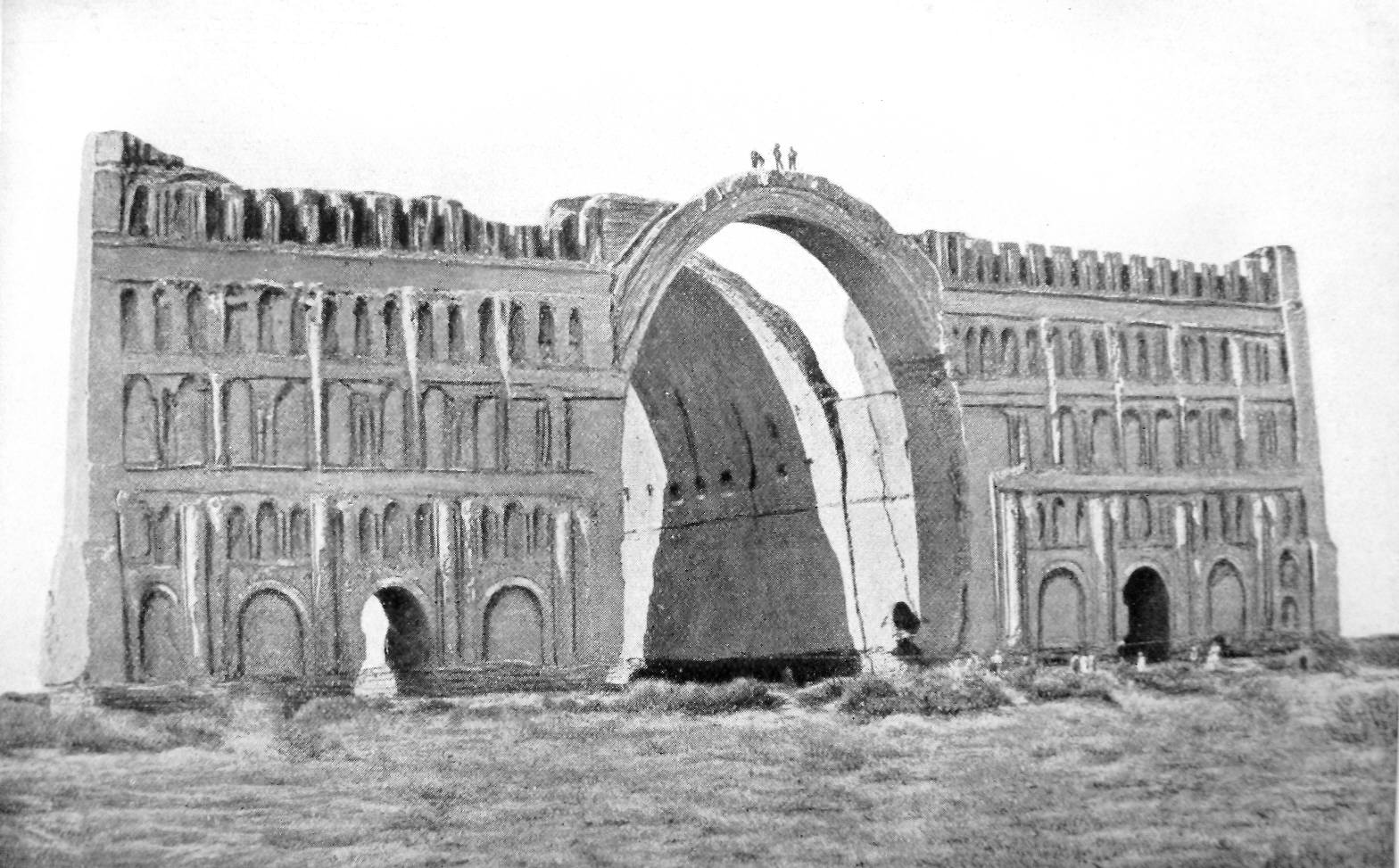
Ruine des Taq-e Kisra in Ktesiphon

Die sassanidische Architektur ist vor allem durch großzügige, ins Gigantische gehende Bauten mit weiten, hohen Hallen gekennzeichnet.
Unter den Sassaniden wird der von den Parthern entwickelte Iwan weiterentwickelt. Es handelt sich um eine große zu einer Seite hin offene Halle. Es ist ein Saal, der nicht wirklich ein abgeschlossener Raum, aber auch kein offener Hof darstellt und der meist von einem Gewölbe überdacht wird.
Die bekanntesten und beeindruckendsten Beispiele sassanidischer Architektur sind die teilweise noch stehenden Paläste der Könige. Der Palast von Firuzabad (Iran) wurde von Ardaschir I. errichtet. Er liegt an einem kleinen See, zu dem sich der Hauptiwan des Gebäudes öffnet. Von diesem öffnen sich auf beiden Seiten etwas kleinere Hallen, die ebenfalls gewölbt sind. Hinter dem Hauptiwan befindet sich ein Saal mit einer 22 m hohen Kuppel. Auf beiden Seiten liegen zwei weitere Kuppelsäle. Dahinter schließt sich ein von Sälen umgebener Hof an. Die Wände der Räume sind von Nischen gegliedert und trugen einst eine reiche Stuckdekoration. Um den Palast herum gab es einst einen Garten. Der Garten, das eigentliche Palastgebäude und der See sind aufeinander bezogen und als Einheit konzipiert.
Der Palast in Ktesiphon wird auch von einem Iwan dominiert, dessen Gewölbe zu den größten überhaupt gehört. Auch die Fassade dieses Palastes ist reich durch Nischen gegliedert, die einst bemalten und reliefierten Stuck trugen.

### Stadtplanung
Die Sassaniden errichteten zahlreiche neue Städte mit durchdachtem Stadtplan. Viele von ihnen sind kreisrund, was vor allem einen verteidigungstechnischen Vorteil hatte. Die Stadtmauer einer runden Stadt konnte bei gleicher Länge ein größeres Gebiet umschließen. Daneben gab es aber auch rechteckig angelegte Stadtanlagen. Diese werden meist römischen Architekten, die von den Sassaniden verschleppt wurden, zugeordnet. Obwohl dies wahrscheinlich ist, so bedurfte die Planung dieser Städte der sassanidischen Zusage. Rechteckige Stadtanlagen sind deshalb als eine weitere Möglichkeit sassanidischer Stadtplanung anzusehen.
Firuzabad ist eine Gründung von Ardaschir I. und ein gut dokumentiertes Beispiel sassanidischer Stadtplanung. Die Stadt hatte einen Durchmesser von 2 km und war kreisrund. Zwei Straßen teilte sie in vier Stadtteile, die wiederum in 5 kleiner Sektoren geteilt waren und somit die ganze Stadt in 20 Sektoren ordnete. Die detaillierte Planung scheint sich in der umgebenden Landschaft fortgesetzt zu haben. Bischapur und Gundischapur sind dagegen rechtwinklig angelegte Städte. Für Bischapur scheinen römische Handwerker bezeugt, da der dortige Palast mit Mosaiken im hellenistischen Stil dekoriert ist.

## Münzen

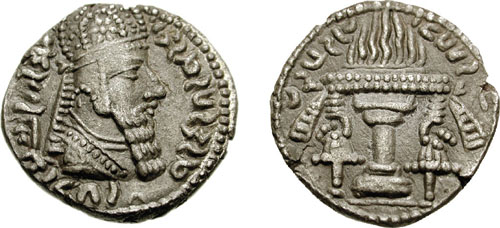
Münze Ardaschirs I. mit ewigem Feuer auf dem Revers. Die Münze ist im Stil noch rein parthisch, selbst die Krone ist eine parthische.

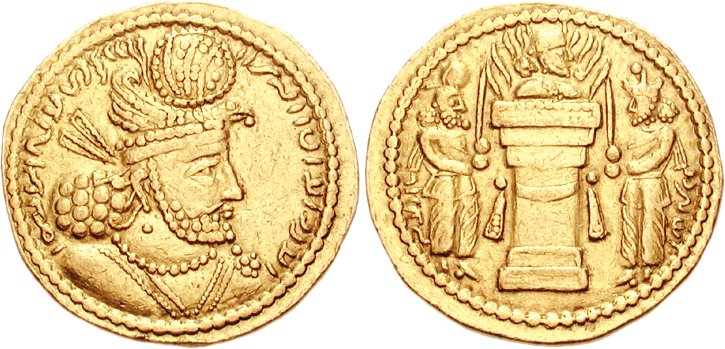
Münze Hormizds II. Bemerkenswert sind die sassanidischen Kronen, die von Herrscher zu Herrscher verschieden sind.

Münzen stellen eine besonders wichtige Quelle dar. Sie sind gut datierbar und aus allen Perioden der Sassanidenzeit erhalten. Sie tragen den Namen des jeweiligen Herrschers in Pahlavi und lassen sich deshalb verwenden, um andere Kunstwerke zu datieren. Die Vorderseite zeigt meist das Bild des Herrschers, manchmal mit einem Sohn und der Gemahlin, seltener auch mit beiden zusammen. Auf der Rückseite finden sich verschiedene Szenen, darunter auch eine Investitur oder ein Altar, auf dem das ewige Feuer brennt. Die Entwicklung des Münzbildes beginnt mit dem eher steifen Bild von Ardaschir I. (224–241), Unter Schapur I. (241–272) wird das Münzbild plastischer, um danach wieder etwas abzuflachen. Mit Schapur II. (310–379) wird es wieder plastischer, wobei die Detailmodellierung jedoch etwas nachlässt. Diese wird später jedoch wieder wichtiger. In der Folgezeit werden die Münzbilder oftmals stark stilisiert und wirken teilweise verzeichnet.

## Kunsthandwerk

### Toreutik

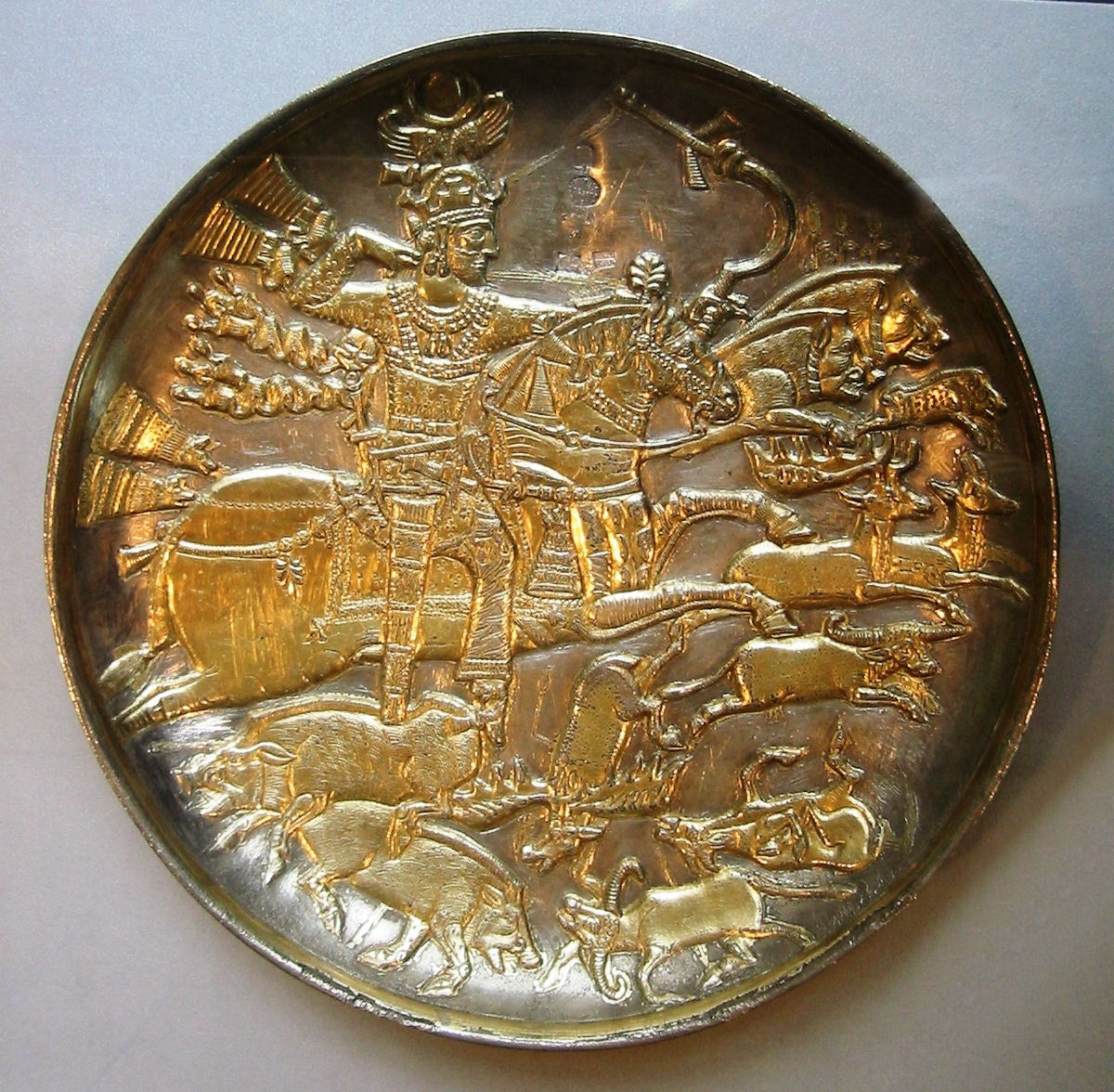
Sasanidischer Silber, Darstellung einer Jagdszene mit Chosrau I. bei der Jagd

Eine Besonderheit stellen unter den Sassaniden Schalen aus Silber und Gold dar, auf deren Innenfläche sich eine Szene in Relief getrieben befindet. Über hundert Exemplare sind bekannt und belegen die auch literarisch bezeigte Prachtentfaltung des Hofes. Wenige von ihnen stammen aus Ausgrabungen, sondern es handelt sich meist um Zufallsfunde. Viele fanden sich nahe dem Ural in Russland und wurden in diese Gegend gehandelt. Der originale Kontext, die Funktion und Auftraggeber dieser Schalen bleiben daher im Dunkeln. Oft ist ein Herrscher bei der Jagd dargestellt. Er sitzt meist auf einem Pferd, das sich im fliegenden Galopp bewegt. Er sticht mit dem Schwert ein gefährliches Tier, wie einen Eber oder Löwen nieder oder schießt mit Pfeil und Bogen. Das Gesicht erscheint oft in Dreiviertelansicht.
Es kommen aber auch friedliche Darstellungen, wie die Darstellungen von Tieren und Fantasiewesen vor. Frühere Silberschalen zeigen meist den Herrscher in vollem Relief, die ganze Schale dominieren. Später, im 4. und 5. Jahrhundert wird die Hauptfigur kleiner und die Nebenfiguren gewinnen an Bedeutung.
Neben Schalen gehörten auch Teller mit aufgelötetem Standring zur sassanidischen Hofkunst. Eine weitere Gruppe von Metallwaren sind hohe, auch reich verzierte Kannen, deren Form eventuell aus dem Mittelmeerraum übernommen wurde.

### Textilien

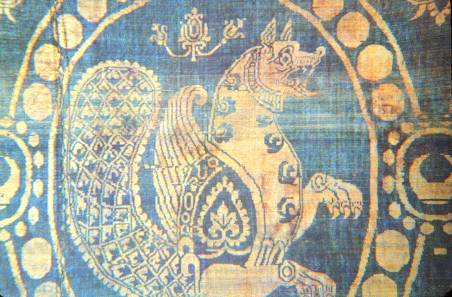
Seidenstoff, 6. oder 7. Jahrhundert

Es gibt Anzeichen, dass vor allem bunt dekorierte Stoffe eine besondere Bedeutung unter den Sassaniden hatten. Die Einschätzung dieser Kunstgattung bringt allerdings zahlreiche Probleme für die Forschung, da es wenige Textilien gibt, die aus dem Sassanidenreich selbst stammen und bei den Funden außerhalb des Reiches (z. B. in Ägypten) nicht immer eindeutig ist, ob es sich um Importe von den Sassaniden, Nachahmungen oder ganz eigene Schöpfungen handelt. Vor allem bei Textilien die mit heraldischen Tiermustern dekoriert sind, wird meist eine sassanidische Herkunft vermutet. Typisch sind Pfauen, Widder und andere Tiere, die einzeln oder zu Paaren innerhalb einer Rosette angeordnet sind. Der Widder stand mit dem Kriegsgott Verethragna in Verbindung und erfreute sich deshalb einer besonderen Beliebtheit in der sassanidischen Kunst und als Motiv auf Textilien.

## Ausblick
Die sassanidische Kunst hatte einen starken Einfluss auf die islamische Kunst Persiens. Der Iwan ist eine der charakteristischsten Bestandteile persischer Architektur. Vor allem in Zentralasien, wie z. B. in Sogdien ist das Kunstschaffen direkt auf das sassanidische zurückzuführen.
Die heraldische paarweise Anordnung von Tieren findet sich im byzantinischen und europäischen Mittelalter wieder. Das Motiv dürfte direkt von den Sassaniden übernommen worden sein. Als Träger dieser Motive kommen vor allem Textilien in Frage. In diesem Zusammenhang seien einige Mosaike des frühen 6. Jahrhunderts aus Antiochia genannt, die dieses Motiv aufgreifen.